# サン放送アカデミー
サン放送アカデミー（サンほうそうアカデミー）は、大阪府大阪市中央区難波に所在する、アナウンサー養成講座やフリーアナウンサー、タレント派遣を行う会社。アナウンサー養成講座は、かつてアナウンサー職の合格者を輩出していたが、2015年を最後に受講者からの民放アナウンサー内定者が全くいない。2025年現在は、仕事をリタイアするなどして時間的に余裕のある中高年、主婦、高齢者がアナウンス技術を学ぶスクールとして人気を博している。2014年から2023年までの民放アナウンサー内定者は、藤田有紀、西山穂乃加の2人。2014年から2023年まで10年間の合格者として名前を掲載している人のほとんどがアナウンサーではなく一般職（総合職）である。また、別のアナウンサースクールに通ったサン放送アカデミーの受講生ではない学生（西木恵美里、星加奈緒、坂田茉世など）が放送局内定後に、内定先から老舗であるサン放送アカデミーを紹介され、基礎を学んだケースを合格者として紹介している。